# Phyllachora acaenae
Phyllachora acaenae är en svampart som beskrevs av Henn. 1900. Phyllachora acaenae ingår i släktet Phyllachora och familjen Phyllachoraceae.   Inga underarter finns listade i Catalogue of Life.